# Raimund Genrichowitsch Piotrowski
Raimund Genrichowitsch Piotrowski (russisch Райму́нд (Раймо́нд) Ге́нрихович Пиотро́вский, * 17. August 1922 in Rubischne, Ukrainische SSR; † 4. August 2009 in Sankt Petersburg, Russland) war ein sowjetischer Sprachwissenschaftler und mathematischer Linguist. Nach ihm ist das Piotrowski-Gesetz, das Sprachwandelgesetz der Quantitativen Linguistik, benannt. Zusammen mit seiner Ehefrau Anna Piotrowskaja versuchte er als Erster eine mathematische Modellierung von Sprachwandelprozessen.
An der Staatlichen Pädagogischen Herzen Universität St. Petersburg hatte er eine Professur.
Das Grab Piotrowskis befindet sich auf dem Smolensker Friedhof in Sankt Petersburg.

## Veröffentlichungen
- mit Piotrowskaja, A. A.: Matematičeskie modeli diachronii i tekstoobrazovanija. In: Statistica reči i avtomatičeskij analiz teksta, Leningrad: Nauka 1974, 361–400. Dieser Beitrag ist der Ausgangspunkt für die Entwicklung des Piotrowski-Gesetzes.
- mit Reinhard Köhler, Gabriel Altmann (Hrsg.): Quantitative Linguistik / Quantitative Linguistics. Walter de Gruyter, 2005, ISBN 3-11019-414-7,  1055 Seiten, (eingeschränkte Vorschau in der Google-Buchsuche)
- mit K. B. Bektaev, A. A. Piotrowskaja: Mathematische Linguistik. Übersetzt von A. Falk. Brockmeyer, Bochum 1985. ISBN 3-88339-453-X.
- mit A. N. Popeskul, M. S. Chažinskaja, N.P. Rachubo: Automatische Wortschatzanalyse. Brockmeyer, Bochum 1985. ISBN 3-88339-459-9.
- mit M. Lesohin, K. Lukjanenkov: Introduction of Elements of Mathematics to Linguistics. Brockmeyer, Bochum 1990. ISBN 3-88339-833-0.
- mit L. Hoffmann: Beiträge zur Sprachstatistik. VEB Verlag Enzyklopädie, Leipzig 1979.

Weitere bibliographische Angaben finden sich in der russischsprachigen Wikipedia.